# Rihana, Hama
Rihana, Hama (tiếng Ả Rập: ريحانة) là một ngôi làng Syria nằm ở phó huyện Shathah thuộc huyện Al-Suqaylabiyah, Hama. Theo Cục Thống kê Trung ương Syria (CBS), Rihana, Hama có dân số 985 trong cuộc điều tra dân số năm 2004.